# Vesztesek bosszúja
A Vesztesek bosszúja (eredeti cím: The Losers) egy 2010-es  amerikai akciófilm, amely Andy Diggle és Jock azonos című Vertigo-képregénysorozatának adaptációja. A filmet Sylvain White rendezte. A főszerepben Jeffrey Dean Morgan, Zoë Saldana, Idris Elba és Chris Evans látható.

## Cselekmény
A "Vesztesek" egy titkos amerikai elit különleges egység, amelynek vezetője Clay (Jeffrey Dean Morgan), és a tagjai Roque (Idris Elba), Pooch (Columbus Short), Jensen (Chris Evans) és Cougar (Óscar Jaenada). Bolíviába küldik őket egy drogbáró ellen irányuló küldetésre. Miközben kijelölnek egy célpontot egy közelgő légicsapáshoz, gyermekrabszolgákat fedeznek fel a táborban, és megpróbálják lefújni a támadást, de felettesük, Max (Jason Patric) figyelmen kívül hagyja őket.
A csapat úgy dönt, hogy behatolnak a táborba. Megmentik a gyerekeket, és közben megölik a hálózat vezetőjét. Amikor egy helikopter érkezik értük, Max, aki meg van győződve arról, hogy túl sokat tudnak, elrendeli a gép megsemmisítését, nem tudván, hogy azon a gyerekek vannak, nem a csapat tagjai. Egy rakéta megsemmisíti a helikoptert és a gyerekeket. Mivel a Vesztesek tudják, hogy a támadás célpontjai ők voltak ezért Bolíviában bujkálnak, elhatározva, hogy bosszút állnak Max-en.

## Szereplők
| Szerep | Színész             | 1. Magyar szinkron   |
| ------ | ------------------- | -------------------- |
| Clay   | Jeffrey Dean Morgan | Szabó Sipos Barnabás |
| Aisha  | Zoë Saldana         | Pikali Gerda         |
| Jensen | Chris Evans         | Zámbori Soma         |
| Roque  | Idris Elba          | Kálid Artúr          |
| Pooch  | Columbus Short      | Kovács Lehel         |
| Cougar | Óscar Jaenada       | Dévai Balázs         |
| Max    | Jason Patric        | Rajkai Zoltán        |
| Wade   | Holt McCallany      | Király Attila        |

## Forgatás
A forgatás négy hónapon át, 2009 júliusa és októbere között zajlott. A filmben szereplő sokféle helyszín ellenére - amelyek között olyan városok szerepeltek, mint Miami, Dubai, Mumbai és Los Angeles - a forgatás nagy része Puerto Ricóban zajlott.

## Kritikai visszhang
A Rotten Tomatoes-on a Vesztesek bosszúja 48%-os tetszési indexet ért el 168 kritikus véleménye alapján. 81 kritikus pozitívan 87 kritikus negatívan értékelte a filmet.

## Bevétel
A Vesztesek Bosszúja 2010. április 23-án jelent meg Észak-Amerikában. A film nyitóhétvégéjén 9 406 348 dolláros bevételt ért el, ezzel a negyedik helyen végzett, megelőzték az ötödik hete műsoron lévő Így neveld a sárkányodat, a szintén debütáló Ilyen a formám és a harmadik hete műsoron lévő Párterápia című filmek.  Az USA-ban 23 591 432 dollárt, nemzetközileg pedig 5 806 222 dollárt hozott, így az összbevétele 29 397 654 dollár. A filmnek 25 millió dolláros költségvetése volt.

## Fordítás
- Ez a szócikk részben vagy egészben  a   The Losers (2010 film) című angol Wikipédia-szócikk fordításán alapul.  Az eredeti cikk szerkesztőit annak laptörténete sorolja fel. Ez a jelzés csupán a megfogalmazás eredetét és a szerzői jogokat jelzi, nem szolgál a cikkben szereplő információk forrásmegjelöléseként.